# Gastrallus
Gastrallus is een geslacht van kevers uit de familie van de klopkevers (Anobiidae).

## Soorten
- Gastrallus corsicus Schilsky, 1898
- Gastrallus fasciatus White, 1976
- Gastrallus immarginatus (J. Müller, 1821)
- Gastrallus knizeki Zahradník, 1996
- Gastrallus kocheri Español, 1963
- Gastrallus laevigatus Olivier, 1790
- Gastrallus lyctoides Wollaston, 1865
- Gastrallus marginipennis LeConte, 1879
- Gastrallus mauritanicus Español, 1963
- Gastrallus pubens Fairmaire, 1875